# سامانه اعلام نیاز یارانه نقدی
رفاهی به نشانی اینترنتی refahi.ir، یک وبگاه دولتی در ایران است که برای ثبت‌نام شهروندان متقاضی دریافت یارانه طبق قانون هدفمندکردن یارانه‌ها استفاده می‌شود.
بیش از ۷۴ میلیون شهروند ایرانی برای دریافت یارانه از طریق این وبگاه ثبت‌نام شده‌اند.

## پیشینه
پس از اجرایی‌شدن قانون هدفمندکردن یارانه‌ها، دولت برای نام‌نویسی از متقاضیان دریافت یارانه نقدی، ابتدا در آذر ۱۳۸۹ سایت اصلاح اطلاعات اقتصادی خانوارها در مرکز آمار ایران به نشانی yaraneh.amar.org.ir را معرفی نمود. در این وبسایت سرپرست‌های خانوارها باید با ورود به سامانه اطلاعات اقتصادی خود را وارد می‌کردند. پس از راستی‌آزمایی اطلاعات، داده‌ها در اختیار سازمان هدفمندی یارانه‌ها قرار گرفت. چند ماه بعد وبسایت رفاهی راه‌اندازی شد و سرپرست‌های خانوار باید شماره حساب بانکی متعلق به سرپرست خانوار را جهت دریافت یارانه در این سایت وارد می‌کردند.

## انتقادها

### انصراف اجباری
در اسفند ۱۳۹۰، پیامک‌هایی با ذکر نام و نام خانوادگی از سوی دولت به شماره تلفن همراه برخی از سرپرست‌های خانوار با این مضمون که از دریافت یارانه انصراف بدهند، فرستاده‌شد. بعدتر گفته‌شد که انصراف اختیاری است و کسانی که این پیامک را دریافت کرده‌اند، در صورت تمایل باید در سایت رفاهی «انصراف» خود را اعلام کنند. چندی بعد اعلام شد که عدم مراجعه به سایت و اعلام «عدم انصراف» به معنی انصراف تلقی خواهد شد.
در آن زمان با ورود به سایت رفاهی، گزینه‌ای به نام «انصراف/عدم انصراف» وجود داشت که در صورت انتخاب آن، کاربر باید با وارد کردن کد ملی سرپرست خانوار وارد آن می‌شد. در مرحله بعد:
1. از کاربر خواسته می‌شد در صورت تمایل از دریافت همه یارانه انصراف دهد. در صورت عدم تأیید کاربر،
2. سایت در مرحله بعد از کاربر می‌خواست که از دریافت نصف یارانه انصراف دهد. در صورت عدم تأیید و رفتن به مرحله بعد،
3. از کاربر خواسته می‌شد که از دریافت مابه‌التفاوت مبلغ یارانه مرحله اول و مراحل بعدی انصراف دهد. در این مرحله تنها یک گزینه «تأیید» موجود بود که در صورت کلیک روی آن، پیام «عدم انصراف شما مورد بررسی قرار گرفته و نتیجه به اطلاع شما خواهد رسید» ظاهر می‌شد و یک کد بررسی به شماره تلفن همراه ارسال می‌شد. در صورت عدم کلیک روی تأیید، کدی ارسال نمی‌شد.

این فرایند طولانی و چندمرحله‌ای مشخص نمی‌کرد که آیا کاربر یارانه دریافت خواهد کرد یا خیر و طوری طراحی شده‌بود که شهروندان خود انصراف دهند و در صورت عدم انصراف مشخص نبود که آیا با پیامک ارسال‌شده، یارانه پرداخت می‌شود یا نه.
در واقع با این روش انصراف از یارانه اجباری می‌شد.
طراحی سایت باعث سرگردانی و به‌اشتباه‌افتادن بسیاری از مردم شد.
طراحی گزینه‌ها و مراحل سایت با محاکمه سقراط مقایسه شد که او را در انتخاب نحوه مرگ خود مختار کرده‌بودند و با انتقادهایی نظیر «بازیچه قرار دادن» و «عدم صداقت» با مردم روبرو شد.

### اختلال‌های فنی در سایت
مشکلات فنی چندین بار سایت رفاهی را از دسترس کاربران خارج کرده‌است.

## موارد امنیتی
در فروردین ۱۳۹۳ طراحان این سایت برای حفظ امنیت و دردسترس بودن آن اقدام به بستن تمام آی‌پی‌های کشورهای خارجی کرده‌اند.